# Bourses des valeurs régionales françaises
La France a compté sept puis six bourses des valeurs régionales jusqu'en 1990 : Bordeaux, Lille, Lyon, Marseille, Nancy et Nantes, qui ont d'abord été des bourses de commerce. Lyon remonte à 1540, Toulouse à 1549 et Rouen à 1566. Elles se sont ensuite toutes effacées devant la Bourse de Paris.

## Histoire
«Création des marchands italiens » comme Laurent Capponi, venu de Florence, Lyon centralise aussi les nouveaux échanges sur les effets de commerce et l'escompte, qui font le succès d'Anvers à la même époque. Spécialiste du commerce de gros, grande organisatrice de foires depuis 1463, Lyon est « censée donner la loi à toutes les autres places d'Europe ».
Sous Bonaparte, la loi du 19 mars 1801 créé une "Compagnie des agents de change", au nombre de 71, dont 17 exerçaient avant la Révolution française. Responsables sur leur fortune personnelle, ils ont le monopole de la négociation dans chaque bourse régionale: Bordeaux, Lille, Lyon, Marseille, Nancy, Nantes, Paris et Toulouse. Le code du commerce de 1807 renonce à les placer sous la tutelle des marchands: ils sont officiers ministériels.
Par la loi du 14 avril 1819, les Bourses de province sont ouvertes aux négociations sur les emprunts publics et les valeurs mobilières. Ce sont des bourses de commerce, où l’on négocie surtout des effets de commerce.
Dans les années 1920, l'intérêt pour les sociétés moyennes a dopé les sept bourses de province, dont la capitalisation est multipliée par neuf entre 1914 et 1928, pour atteindre 16 % de la capitalisation française contre 9 % en 1914. Le total des émissions d'actions et d'obligations en France double, en valeur constante, entre la décennie 1901-1910 et la décennie 1920-1929, atteignant l'indice 217. Moins sous-capitalisées qu'au XIXe siècle, les sociétés françaises résistent relativement bien au Krach de 1929. Leurs cours sont divisés par deux, quand ceux des américaines sont divisés par quatre.
Dans les années 1980, la mise en place des systèmes de cotation électronique a fait disparaître les bourses de province.